# یوهان اشتراوس (پسر)
یوهان اشتراوس پسر (به آلمانی: Johann Baptist Strauß) همچنین با نام‌های یوهان باپتیست اشتراوس دوم، یوهان اشتراوس جونیور، جوان‌تر، پسر (به آلمانی: Sohn) شناخته می‌شود، موسیقی‌دان اتریشی بود. او به خاطر تصنیف موسیقی برای رقص والس اتریشی و اپرت (اپرای کوچک) شهرت یافت. او بیش از ۵۰۰ والس، پولکا، کوادریل، و انواع دیگر موسیقی رقص، و همچنین چندین اپرت و یک باله ساخت و به همین دلیل «پادشاه والس» لقب گرفت که تا حد زیادی دلیل محبوبیت والس در وین در قرن نوزدهم بود. از کودکی زیر نظر پدر با موسیقی آشنا شد. او برخلاف میل پدر برای خود ارکستری مستقل تشکیل داد و به‌زودی کنسرت‌های پدر را از رونق انداخت. او موفق شد والس را از شکل ابتدایی خود خارج کند و شکل پوئم سمفونیک به آن بدهد. اشتراوس بیش از ۴۰۰ والس ساخت. برخی از مشهورترین آثار یوهان اشتراوس عبارتند از: «دانوب آبی»، «قیصر والزر» (والس امپراتور)، «قصه‌هایی از جنگل‌های وین»، «صدای بهار» و «پولکای تریچ-تراتش». در میان اپرت‌های او، خفاش و بارُنِ کولی شناخته شده‌ترین کارهایش هستند. در یکی از سفرهای ناصرالدین‌شاه قاجار به اروپا، اشتراوس مارشی به نام مارش ایرانی ساخت که امروزه از آثار معروف وی به‌شمار می‌رود.

## املای نام
اگرچه نام اشتراوس را می‌توان در کتاب‌های مرجع اغلب با حرف"ß" (به صورت Strauß) یافت، اما خود اشتراوس نام خود را با یک "s" طولانی و یک "s" گرد (به صورت Strauſs) نوشت که جایگزینی برای فاکتور ß بود که در دست نوشته‌های باستانی استفاده می‌شود. خانواده‌اش او را «Schani» (جانی) می‌خواندند، که از «جیانی» ایتالیایی گرفته شده‌است، تبدیل شده «جیوانی»، معادل ایتالیایی «یوهان» (یا «جان»).

## اوایل زندگی
اشتراوس در ۲۵ اکتبر ۱۸۲۵ در خانواده ای کاتولیک در سنت اولریش در نزدیکی وین (بخشی از نوبائو کنونی) اتریش در خانواده آهنگساز یوهان اشتراوس اول (پدر) و همسر اولش ماریا آنا استریم متولد شد. پدربزرگ پدری او یک یهودی مجارستانی بود. و نازی‌هایی که موسیقی اشتراوس را «خیلی آلمانی» می‌گفتند سعی در پنهان کردن این واقعیت داشتند. پدرش می‌خواست او یک بانکدار شود نه یک موسیقی‌دان. با این وجود، اشتراوس جونیور در کودکی به‌طور مخفیانه نزد اولین نوازنده ویولن ارکستر پدرش، فرانتس آمون، ویولن را آموخت. یک روز که پدرش متوجه شد که پسرش مخفیانه با ویولن تمرین می‌کند، او را به شدت با تازیانه تنبیه کرد و گفت که قصد دارد با این کار موسیقی را از پسربچه اش جدا کند. به نظر می‌رسد که اشتراوس بزرگ قصد جلوگیری از تلاش اشتراوس را نداشت، و فقط می‌خواست پسرش را از سختی‌های زندگی یک موسیقیدان رها کند. تنها در زمانی که پدرش خانواده را به خاطر معشوقه ای به نام امیلی ترامپوش رها کرد، پسر توانست با حمایت مادرش به‌طور کامل روی حرفه آهنگسازی تمرکز کند.

## شروع آهنگسازی

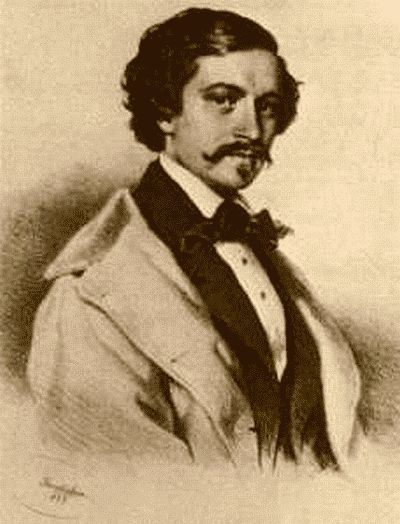
یوهان اشتراوس در سالهای جوانی

نفوذ یوهان اشتراوس پدر بر مؤسسات سرگرمی محلی به این معنا بود که بسیاری از آنها از ترس عصبانی شدن پدر، در دادن پیشنهاد قرارداد به اشتراوس پسر محتاط بودند. اشتراوس جونیور توانست کازینوی دومایر در هیتزینگ در حومه وین را متقاعد کند که به او اجازه اجرای برنامه بدهد.  اشتراوس پدر، به دلیل خشم ناشی از نافرمانی پسرش و نافرمانی مالک کازینو، از بازی مجدد در کازینو دومایر که محل بسیاری از پیروزی‌های قبلی او بود امتناع کرد.
اشتراوس در اکتبر ۱۸۴۴ اولین کار خود را در دومایر انجام داد، و برخی از اولین آثار خود مانند والس «اپیگرام‌ها» اپوس ۱، والس «منافع» اپوس ۴ و پولکای «درون قلب» اپوس ۳ را نیز در آن مکان اجرا کرد. منتقدان و مطبوعات در ستایش موسیقی اشتراوس اتفاق نظر داشتند. یکی از منتقدان اثر کوهنورد (به آلمانی: Der Wanderer) اظهار داشتند که «نام اشتراوس به شایستگی با پسرش ماندگار خواهد شد. کودکان و فرزندان کودکان (نوه‌ها) او می‌توانند به آینده نگاه کنند و در سه ربع زمان (۲۵٪ سریعتر) پا جای پای او بگذارند.»
علیرغم هیاهوی اولیه، اشتراوس سال‌های اولیه حرفه ای اش را به عنوان آهنگساز به سختی گذراند، اما پس از پذیرفتن سفارش‌هایی برای اجرای دور از محل زندگی اش، به سرعت نظر تماشاگران را جلب کرد. اولین منصب بزرگ این آهنگساز جوان، مقام افتخاری «کاپل مایستر هنگ دوم شهروند وین» بود که پس از مرگ جوزف لانر دو سال قبل خالی مانده بود.

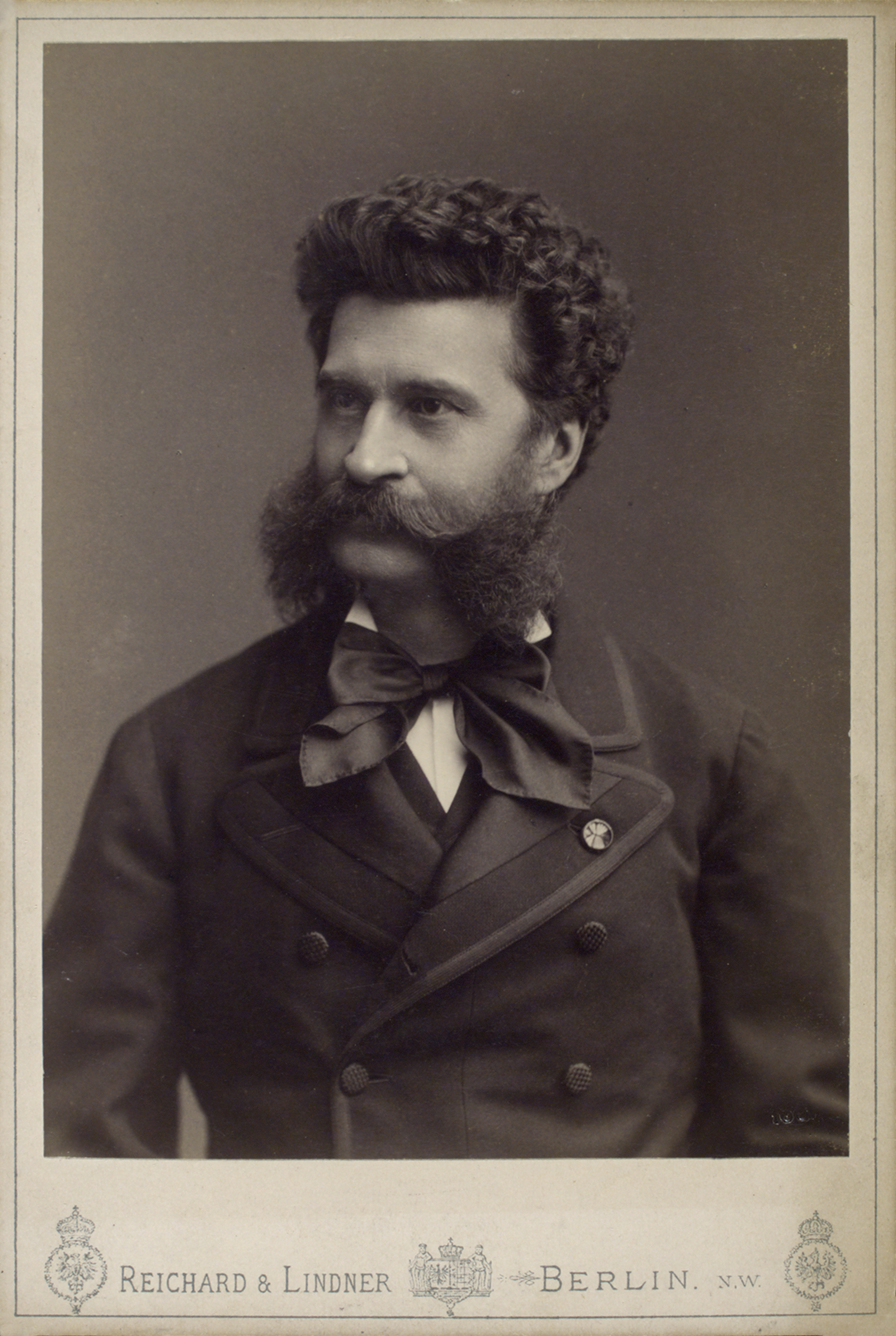
اشتراوس در آغاز کارش

وین توسط انقلاب‌های ۱۸۴۸ در امپراتوری اتریش ویران شد و رقابت شدید بین پدر و پسر بسیار آشکارتر شد. پسر تصمیم گرفت در کنار انقلابیون باشد. این تصمیمی بود که از نظر حرفه‌ای زیان‌بار بود، زیرا خانواده سلطنتی اتریش دو بار او را از موقعیت بسیار ارزنده مدیر موسیقی باله مجلس سلطنتی و پادشاهی (به آلمانی: KK Hofballmusikdirektor) که برای اولین بار به‌طور ویژه برای یوهان اول به خاطر مشارکت‌های موسیقایی‌اش تعیین شد، محروم کردند. علاوه بر این، مقامات وین اشتراوس جوان به خاطر اجرای علنی «لا مارسی» دستگیر کردند که بعداً تبرئه شد. اشتراوس بزرگ به سلطنت وفادار ماند و مارش رادتسکی اپوس ۲۲۸ خود را ساخت و به سپهبدِ هابسبورگ، جوزف رادتسکی فون رادتس تقدیم کرد که یکی از شناخته شده‌ترین آثار او شد.
هنگامی که اشتراوس بزرگ در سال ۱۸۴۹ بر اثر مخملک در وین درگذشت، اشتراوس جوان هر دو ارکسترهای خود را ادغام کرد و مشغول اجرای تورهای بعدی اش شد. بعدها، او تعدادی مارش میهن پرستانه ساخت و آنها را به امپراتور هابسبورگ فرانتس یوزف اول تقدیم کرد. از میان آنها می‌توان به «مارش نجات و سلامتی امپراتور فرانتس یوزف» اپوس ۶۷ و «مارش امپراتور فرانتس یوزف» اپوس ۱۲۶ اشاره کرد. احتمالاً این کار را برای نزدیک کردن خود به پادشاه جدید، که پس از انقلاب ۱۸۴۸ بر تخت سلطنت اتریش نشسته بود، انجام داده‌است.

## سرود ملّی ایران
یوهان اشتراوس در سال ۱۸۶۴ میلادی برابر با ۱۲۴۳ هجری خورشیدی، مارشی به نام مارش ایرانی (به آلمانی: Persischer Marsch) ساخت که سال‌ها بعد در هنگام استقبال از ناصرالدین شاه در وین به جای «سرود ملّی ایران » نواخته شد.

## پیشرفت‌های شغلی
استراوس جونیور در نهایت به شهرتی بیش از پدرش دست یافت و به یکی از محبوب‌ترین آهنگسازان والس در دوران خود تبدیل شد و با ارکستر خود تورهای گسترده‌ای در اتریش، لهستان و آلمان برگزار کرد. او درخواست سمت مدیر موسیقی باله مجلس سلطنتی و پادشاهی را داد، که سرانجام در سال ۱۸۶۳ به آن دست یافت.
در سال ۱۸۵۳، اشتراوس به دلیل سرمایه‌گذاری روحی و جسمی مداوم در کار حرفه ای ش، دچار حمله عصبی شد. او در تابستان همان سال به توصیه پزشکان یک تعطیلات هفت هفته ای را در روستا گذراند. برادر کوچکتر یوهان، یوزف، توسط خانواده اش متقاعد شد که حرفه خود را به عنوان یک مهندس رها کند و در آن زمان، فرماندهی ارکستر یوهان را بر عهده بگیرد.
در سال ۱۸۵۵، اشتراوس دعوت مدیریت شرکت راه‌آهن تسارسکویه-سِلو سن پترزبورگ را برای اجرای موسیقی در سالن واکسول روسیه در پاولوفسک (نزدیک سن پترزبورگ) در سال ۱۸۵۶ را پذیرفت. او تا سال ۱۸۶۵ هر سال برای اجرا به روسیه سفر می‌کرد.
در سال ۱۸۶۲، ادوارد اشتراوس ۲۷ ساله رسماً با سمت رهبر دوم به ارکستر اشتراوس پیوست و همراه برادرش یوزف تا سال ۱۸۷۰ ارکستر را رهبری می‌کردند. 
در دهه ۱۸۷۰، اشتراوس و ارکسترش به دعوت پاتریک گیلمور، مدیر جشنواره بوستون، به ایالات متحده سفر کردند تا قسمتی از اجراهای این جشنواره بشوند. پاتریک گیلمور رهبر ارکستر «کنسرت هیولا» با بیش از ۱۰۰۰ اجرا بود (به جشنواره موسیقی بین‌المللی و صلح جهانی نگاه بیاندازید). اشتراوس به اجرای والس «دانوب آبی» خود پرداخت و با تحسین بسیار همراه شد.

## ازدواج‌ها

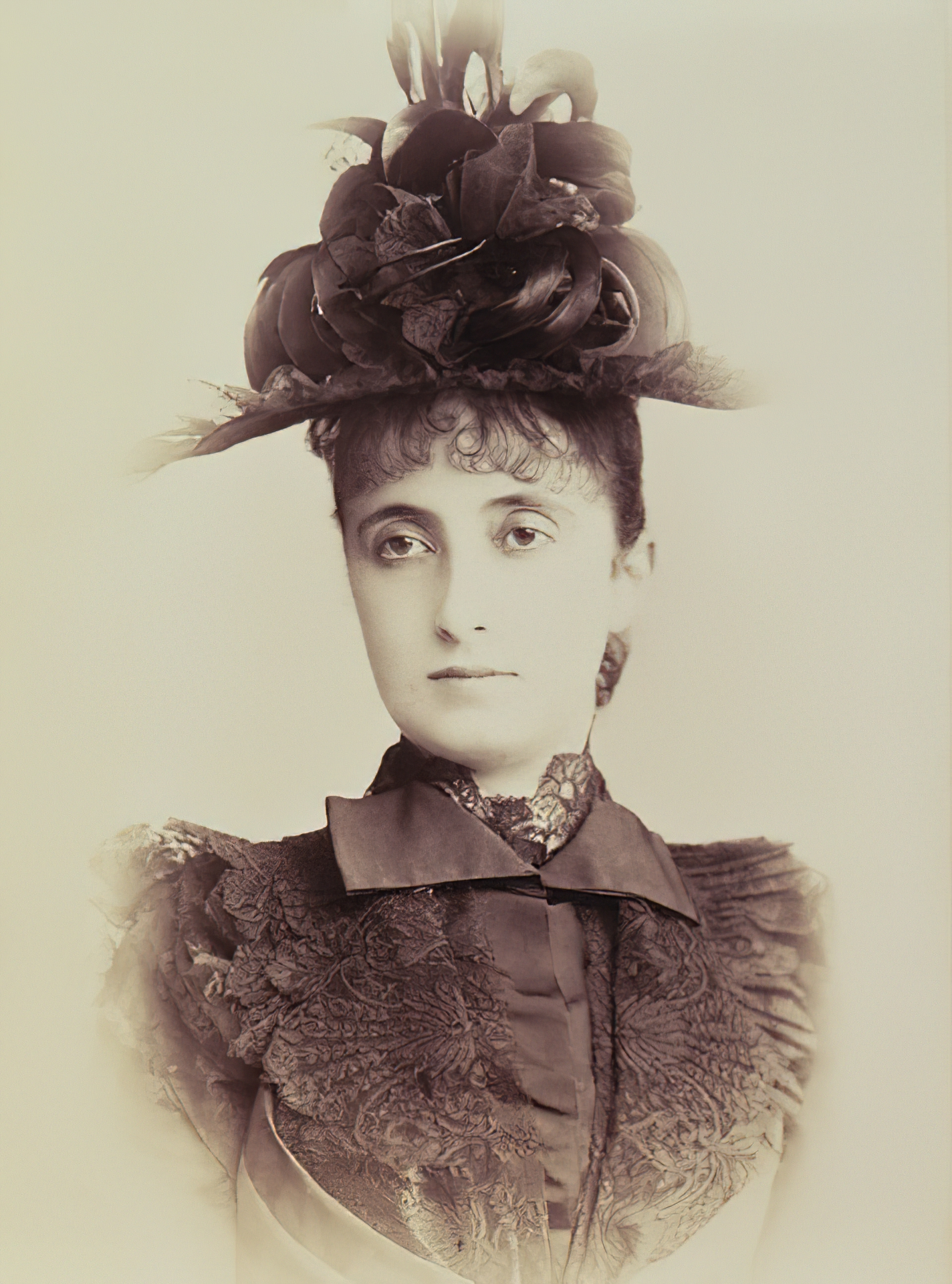
آدل دویچ همسر یوهان اشتراوس

اشتراوس در سال ۱۸۶۲ با هنریتا ترفز خواننده ازدواج کرد و تا زمان مرگ او در سال ۱۸۷۸ به زندگی مشترک ادامه دادند. شش هفته پس از مرگ او، اشتراوس با آنجلیکا دیتریچ هنرپیشه ازدواج کرد. دیتریچ از طرفداران پرشور موسیقی او نبود و اختلاف موقعیت و عقیده آنها و به خصوص بی احتیاطی او باعث شد که به دنبال طلاق باشد.
استراوس از سوی کلیسای کاتولیک روم «طلاق کاتولیک» دریافت نکرد، بنابراین مذهب و ملیت خود را تغییر داد و در ژانویه ۱۸۸۷ شهروند ساکس کوبورگ و گوتا شد. اشتراوس پس از ازدواج با همسر سوم خود آدل دویچ در اوت ۱۸۸۷ با او ازدواج کرد به آرامش رسید. همسرش استعداد و خلاقیت‌های اشتراوس را تشویق می‌کرد و توانست توانایی‌های اشتراوس را در سال‌های آخر عمرش به جریان بیندازد، و در نتیجه آهنگ‌های معروف بسیاری مانند اپرت‌های بارُنِ کولی و مروازید عطری (به آلمانی: Waldmeister) و والس‌های " امپراتور والتز " اپوس ۴۳۷، "سالگرد امپراتور" اپوس ۴۳۴، و "گرتل باهوش" اپوس ۴۶۲ را بسازد.

## رقبا و طرفداران موسیقی

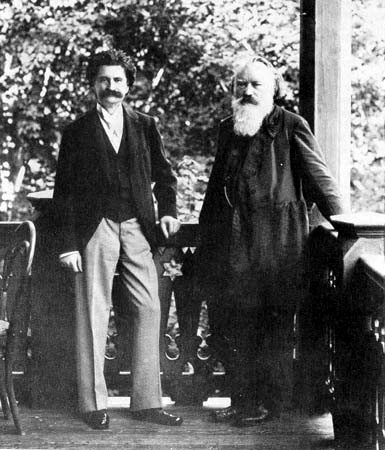
عکسی از اشتراوس و یوهانس برامس در وین

اگرچه اشتراوس در نیمه دوم قرن نوزدهم محبوب‌ترین آهنگساز موسیقی رقص بود، کارل میشائیل زیهرِر و امیل والدتوفل نیز رقابت سختی را با او داشتند. امیل در پاریس سمت رهبری داشت. همچنین فیلیپ فاهرباخ زمانی که اشتراوس جوان برای اولین بار برای سمت مدیر موسیقی باله مجلس سلطنتی و پادشاهی درخواست داد، درخواستش را رد کرد. ژاک اوفنباخ، آهنگساز آلمانی اپرت، که نام خود را در پاریس بر سر زبان‌ها انداخته بود، در زمینه اپرت نیز چالشی برای اشتراوس ایجاد کرد.
اشتراوس توسط دیگر آهنگسازان برجسته مورد تحسین قرار گرفت: ریچارد واگنر یک بار اعتراف کرد که والس "شراب، زنان و آهنگ" اپوس ۳۳ را دوست دارد. ریچارد اشتراوس (غیر مرتبط)، هنگام نوشتن والس‌های روزنکاوالیر خود، با اشاره به یوهان اشتراوس گفت: "چگونه می‌توانم نبوغ خنده آور وین را فراموش کنم؟"
یوهانس برامس دوست شخصی اشتراوس بود. اشتراوس والس "Seid umschlungen, Millionen!" ("یکدیگر را در آغوش بگیرید، ای میلیون ها!") اپوس ۴۴۳، خود را به او تقدیم کرد.

## کارهای روی صحنه

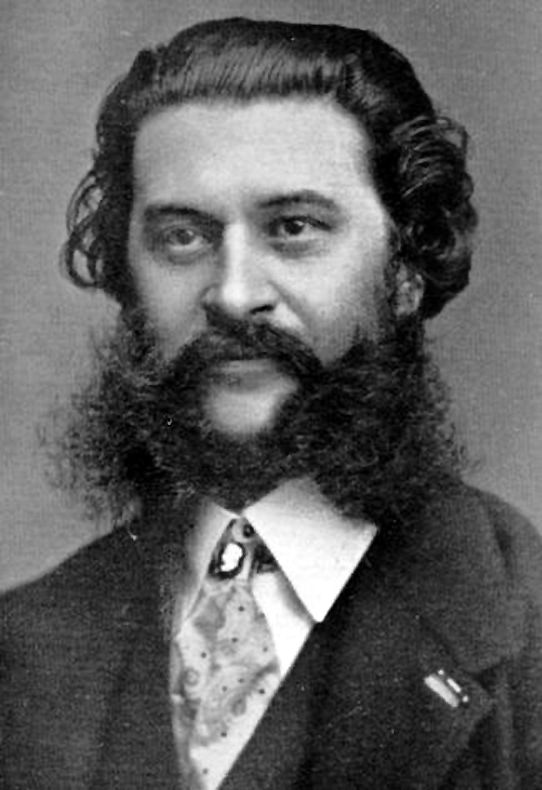
یوهان اشتراوس دوم (یا یوهان اشتراوس جوان‌تر، یا یوهان اشتراوس جونیور) (۲۵ اکتبر ۱۸۲۵ - ۳ ژوئن ۱۸۹۹)

معروف‌ترین اپرت‌های اشتراوس خفاش، یک شب در ونیز و بارُنِ کولی هستند. قطعات رقص زیادی وجود دارد که از مضامین اپرت‌های او وام گرفته شده‌اند، مانند «والس کالیوسترو» اپوس ۳۷۰ (از کالیوسترو در وین)، والس «ای اردیبهشت زیبا» اپوس ۳۷۵ (از شاهزاده متوزالم)، والس «گل رز از جنوب» اپوس ۳۸۸ (از دستمال توری ملکه)، و «والس بوسه» اپوس ۴۰۰ (از جَنگِ شاد)، که به شهرت رسیده‌اند در حالی که بسیار ناشناس بودند. به علاوه، اشتراوس یک اپرا به نام ریتر پازمان  نوشت و در میانه آهنگسازی باله اشنبرودل بود که در سال ۱۸۹۹ درگذشت. 

## مرگ و میراث

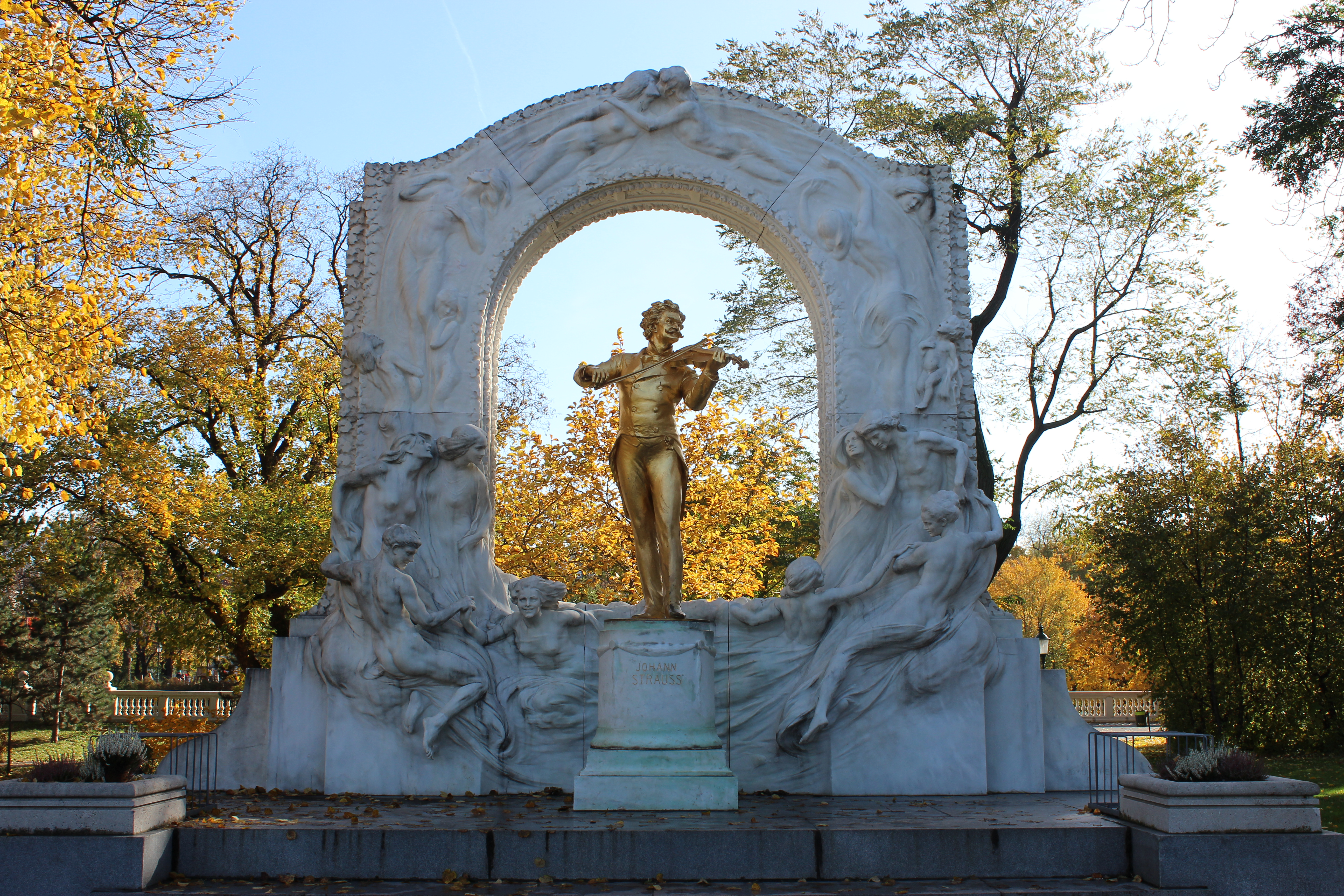
مجسمه پادشاه والتز در اشتات پارک، وین

اشتراوس به پلوروپنومونی مبتلا شد و در ۳ ژوئن ۱۸۹۹ در سن ۷۳ سالگی در وین درگذشت. او در گورستان مرکزی وین به خاک سپرده شد. در زمان مرگ، او هنوز مشغول آهنگسازی باله اشنبرودل بود.
در سال ۱۹۲۹ با تلاش‌های کلمنس کراوس، یک برنامه ویژه که تماماً به کارهای اشتراوس اختصاص داشت را در فیلارمونیک وین اجرا کرد، اکنون موسیقی اشتراوس به‌طور منظم در کنسرت سال نو وین اجرا می‌شود. از مفسران برجسته اشتراوس می‌توان به ویلی بوسکوفسکی، که سنت رهبری با ویولن در دست، طبق رسم خانواده اشتراوس، را ادامه داد، اشاره کرد. از این دست افراد می‌توان به هربرت فون کارایان، کارلوس کلیبر، لورین مازل، زوبین مهتا و ریکاردو موتی اشاره کرد. علاوه بر این، ارکستر وینر یوهان اشتراوس، که در سال ۱۹۶۶ تشکیل شد، به ارکسترهای توریستی که زمانی خانواده اشتراوس را بسیار مشهور کرده بودند، ادای احترام می‌کند. در سال ۱۹۸۷، آندره ریو، نوازنده و رهبر ارکستر هلندی، ارکستر یوهان اشتراوس را نیز ایجاد کرد.
ادوارد اشتراوس در ۱۳ فوریه ۱۹۰۱ پس از اجرای کنسرت در ۸۴۰ شهر در سراسر جهان، به طرز شگفت‌انگیزی ارکستر اشتراوس را منحل کرد و سازها را رهن داد. آخرین ویولن‌های ارکستر در طوفان آتش جنگ جهانی دوم نابود شدند. 
بسیاری از آثار اشتراوس که امروزه اجرا می‌شوند ممکن است زمانی به شکل کمی متفاوت وجود داشته باشند، زیرا ادوارد اشتراوس بسیاری از آرشیوهای اصلی ارکستر اشتراوس را در یک کارخانه کوره در منطقه ماریاهیلف وین در سال ۱۹۰۷ نابود کرد.  ادوارد، که در آن زمان تنها بازمانده از بین برادران بود، پس از موافقت با پیمانی بین خود و برادرش یوزف، این حرکت افراطی را انجام داد که هرکس از دیگری زنده بماند، آثار آنها را نابود کند. این اقدام برای جلوگیری از ادعای آثار خانواده اشتراوس توسط آهنگساز دیگری انجام شد. همچنین ممکن است رقابت اشتراوس با یکی دیگر از آهنگسازان محبوب والس و مارش وین، کارل میشائیل زیهرر، به این موضوع دامن زده باشد.
دو موزه در وین به یوهان اشتراوس دوم اختصاص دارد. محل اقامت او در پراترشتراسه، جایی که در دهه ۱۸۶۰ زندگی می‌کرد، اکنون بخشی از موزه وین است. موزه اشتراوس با تمرکز بر یوهان اشتراوس دوم و به کل خانواده اشتراوس تعلق دارد.

## تصویرسازی در رسانه‌ها

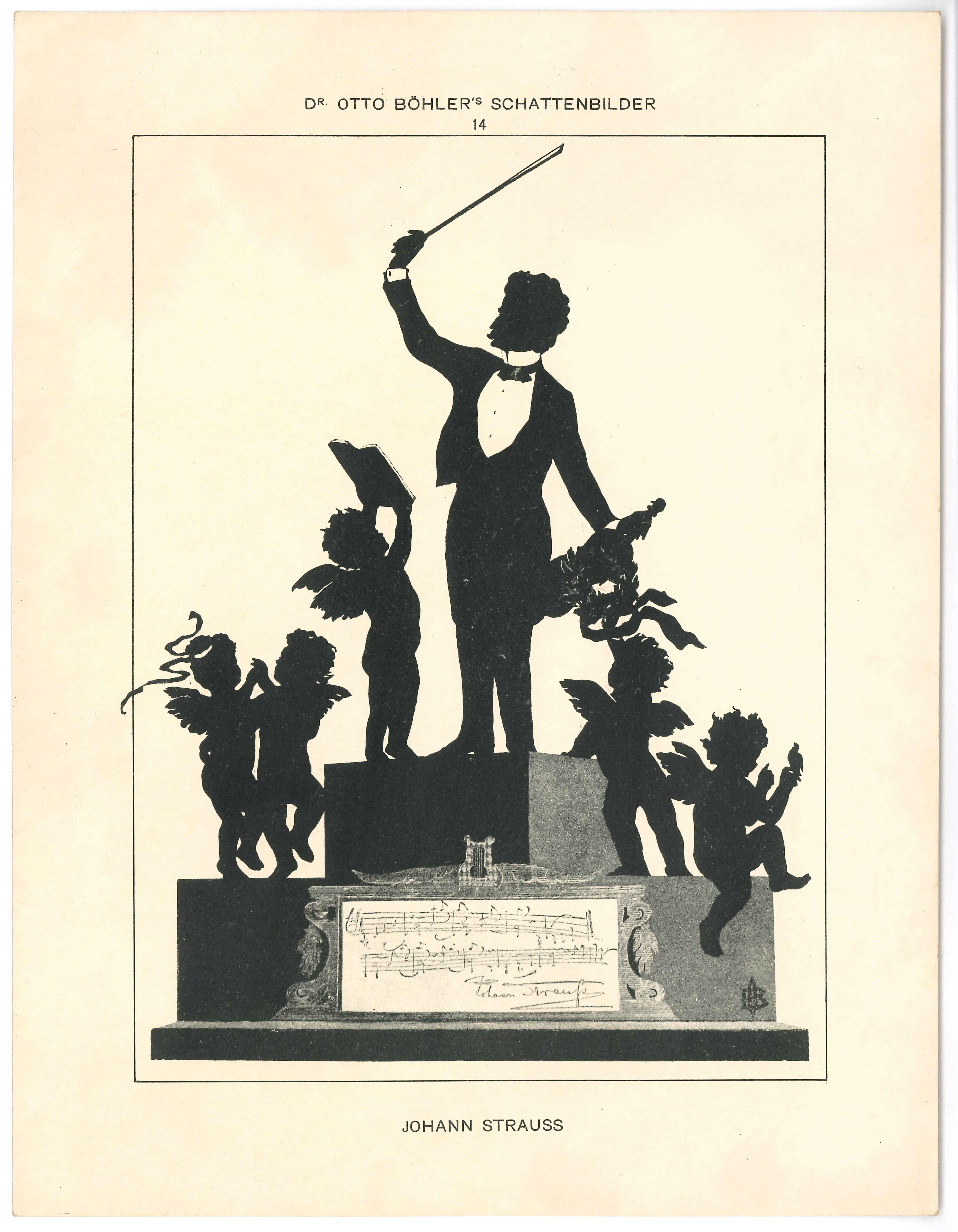
سیلوئت اثر اتو بولر

زندگی اعضای خاندان اشتراوس موضوع چندین فیلم و فیلم تلویزیونی است، مانند والس بزرگ (۱۹۳۸) که در سال ۱۹۷۲ بازتولید شد. خانواده اشتراوس (۱۹۷۲)؛ سلسله اشتراوس (۱۹۹۱) و استراوس، پادشاه ۳/۴ زمان (۱۹۹۵). بسیاری از فیلم‌های دیگر از آثار و ملودی‌های او استفاده کردند.
آلفرد هیچکاک در سال ۱۹۳۴ یک فیلم زندگی‌نامه‌ای کم‌هزینه از اشتراوس به نام والس‌هایی از وین ساخت. والت دیزنی پس از سفر به وین، برای ساخت چهار فیلم بلند از خانواده اشتراوس الهام گرفت. یکی از آن‌ها شاه والس، یک فیلم زندگینامه ای اقتباس شده از اشتراوس، بود که به عنوان بخشی از دنیای شگفت‌انگیز دیزنی در ایالات متحده در سال ۱۹۶۳ پخش شد.

### مآخذ
- Fantel, Hans (1972). The Waltz Kings. William Morrow & Company. ISBN 978-0-688-00092-9.
- Gartenberg, Egon (1974). Johann Strauss: The End of an Era. Penn State University Press. ISBN 978-0-271-01131-8.
- Jacob, Heinrich Eduard (1940) [1939]. Johann Strauss, Father and Son: A Century of Light Music. Freeport, NY: The Greystone Press. OCLC 607057509.
- Weitlaner, Juliana (2019). Johann Strauss: Father and Son: Their Illustrated Lives. Prague: Vitalis. ISBN 978-3-89919-648-1.